# Tádzsikisztán hadereje
Tádzsikisztán hadereje a szárazföldi erőkből és a légierőből áll.

## Fegyveres erők létszáma
- Aktív: 6800 fő
- Szolgálati idő a sorozottaknak: 24 hónap

## Szárazföldi erők
Létszám
6000 fő
Állomány
- 2 gépesített lövész dandár
- 1 hegyi dandár
- 1 tüzér dandár
- 1 kisegítő dandár
- 1 rakéta ezred

Felszerelés
- 35 db harckocsi (T–72)

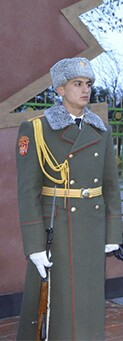

- 35 db páncélozott gyalogsági harcjármű (BMP–1)
- 30 db páncélozott szállító jármű (BTR–60, BTR–70, BTR–80)
- 12 db vontatásos tüzérségi löveg

## Légierő
Létszám
800 fő
Felszerelés
- 5 db harci helikopter (Mi–8, Mi–17, Mi–24)